# Frans Kellendonk
Frans Kellendonk född 7 januari 1951 i Nijmegen, död 15 februari 1990 i Amsterdam (aids), var en nederländsk författare.
Kellendonk studerade engelska och arbetade därefter vid flera universitet. Han ingick i kretsen kring tidskriften De Revisor och debuterade 1977 med novellsamlingen Bouwval.